# Yabisi
Genre
Yabisi est un  genre d'araignées aranéomorphes de la famille des Hersiliidae.

## Distribution
Les espèces de ce genre se rencontrent en République dominicaine, à Cuba et aux États-Unis en Floride.

## Liste des espèces
Selon World Spider Catalog (version 15.5, 1/12/2014) :
- Yabisi guaba Rheims & Brescovit, 2004
- Yabisi habanensis (Franganillo, 1936)

## Publication originale
- Rheims & Brescovit, 2004 : Revision and cladistic analysis of the spider family Hersiliidae (Arachnida, Araneae) with emphasis on Neotropical and Nearctic species. Insect Systematics & Evolution, vol. 35, no 2, p. 189-239.